# Trimethylglycin
Trimethylglycin (TMG) je derivát aminokyseliny, který se vyskytuje u rostlin. Trimethylglycin byl první nalezený betain ; původně byl nazýván betainem, protože v 19. století byl objeven v cukrovce (lat. beta = řepa). Od té doby se objevilo mnoho dalších betainů a specifičtější název glycinbetain tento zachycuje.

## Struktura a reakce
Trimethylglycin je N-trimethylovaná aminokyselina. Tato kvartérní amoniová sloučenina se při neutrálním pH vyskytuje v podobě zwitteriontu . Silné kyseliny, jako kyselina chlorovodíková, přeměňují TMG na odpovídající soli, což v případě HCl vede k tvorbě hydrochloridu betainu.
Demethylací TMG vzniká dimethylglycin. Degradace TMG vede ke vzniku trimethylaminu, vůně hniloby ryb.

## Výroba a biochemické procesy
Při zpracování cukrové řepy přechází glycin betain do melasy. Jeho ekonomická hodnota může dosahovat hodnoty vyrobeného cukru.

### Biosyntéza
Ve většině organismů je glycinbetain biosyntetizován oxidací cholinu ve dvou krocích. Meziprodukt, betainaldehyd, je generován působením enzymové mitochondriální cholin oxidasy (cholín dehydrogenázy, EC 1.1.99.1). Betainový aldehyd je dále oxidován v mitochondriích u myší na betain pomocí enzymu betaine aldehyddehydrogenázy (EC 1.2.1.8).   U lidí se aktivita betainealdehydu provádí nešpecifickým enzymem cytosolové aldehyddehydrogenázy (EC 1.2.1.3)

### Biologická funkce
TMG je organický osmolyt. Cukrová řepa byla vyšlechtěna z řepy přímořské (beta vulgaris spp.maritima), která k přežití ve slaných půdách pobřežních oblastí vyžaduje osmolyty. TMG se také vyskytuje ve vysokých koncentracích (~ 10 mM) v mnoha mořských bezobratlých, jako jsou korýši a měkkýši. Slouží jako silný apetitivní atraktant pro masožravce, jako jsou dravý mořský slimák Pleurobranchaea californica.
TMG je důležitým kofaktorem při methylaci, což je proces, který probíhá v savčích buňkách donací methylových skupin (-CH3) pro další procesy v těle. Tyto procesy zahrnují syntézu neurotransmiterů, jako jsou dopamin a serotonin. Methylace je také zapotřebí pro biosyntézu melatoninu a koenzymu Q10 pro elektronový transportní řetězec, stejně jako methylace DNA pro epigenetiku.
Hlavním krokem v methylačním cyklu je remethylace homocysteinu, sloučeniny, která se přirozeně utváří při demethylaci esenciální aminokyseliny methioninu. Navzdory své přirozené tvorbě byl homocystein spojován se záněty, depresí, specifickými formami demence a různými typy vaskulárních onemocnění. Remethylační proces, který detoxikuje homocystein a převede ho zpět na methionin, může probíhat dvěma cestami. Cesta probíhající prakticky ve všech buňkách zahrnuje enzym methioninsyntázu (MS), který vyžaduje vitamín B12 jako kofaktor a také je nepřímo ovlivňován kyselinou listovou a dalšími vitaminy skupiny B. Druhá cesta (omezená na játra a ledviny u většiny savců) zahrnuje betain-homocystein-methyltransferasu (BHMT) a vyžaduje TMG jako kofaktor. Během normálních fyziologických podmínek obě cesty přispívají stejně k odstranění homocysteinu v těle . Další degredace betainu prostřednictvím enzymu dimethylglycindehydrogenázy produkuje folát, čímž přispívá ke zpětné syntéze methioninu. Betain se tedy podílí na syntéze mnoha biologicky důležitých molekul a může být ještě důležitější při ohrožení hlavní cesty regenerace methioninu z homocysteinu genetickými polymorfismy, jako jsou mutace v genu MS.

## TMG v zemědělství a akvakultuře
Tovární farmy obohacují krmivo TMG a lysinem za účelem zvýšení svalové hmoty hospodářských zvířat (množství použitelného masa).
Lososí farmy používají TMG k uvolnění osmotického tlaku na lososích buňkách, při přenášení ryb ze sladké vody do slané vody. 
Doplněk TMG snižuje množství tukové tkáně u prasat; výzkumy u lidí však neprokázaly žádný účinek na tělesnou hmotnost, složení těla nebo výdaje na odpočinek. 

## TMG v lidské stravě
| Jídlo           | TMG (mg / 100 g) |
| --------------- | ---------------- |
| Quinoa          | 630              |
| Špenát          | 577              |
| Pšeničné otruby | 360              |
| Jehnečí čtvrtka | 332              |
| Červená řepa    | 256              |

### Doplněk stravy
Přestože TMG snižuje množství tukové tkáně u prasat, výzkum na lidských subjektech neprokázal žádný účinek na tělesnou hmotnost, složení těla ani na spotřebu energie na odpočinek, pokud se používá ve spojení s nízkokalorickou dietou. Úřad pro kontrolu potravin a léčiv Spojených států schválil bezvodý trimethylglycin (také známý pod značkou Cystadane) pro léčbu homocystinurie, choroby způsobené abnormálně vysokými hladinami homocysteinu při narození. TMG se také používá jako hydrochloridová sůl (prodává se jako hydrochlorid betainu nebo betain HCl). Betainhydrochlorid byl povolen ve Spojených státech v lécích, které nejsou v prodeji (OTC), jako žaludeční antacidum. Americký kodex federálních předpisů, hlava 21, oddíl 310.540, který vstoupil v platnost dne 10. listopadu 1993, zakázal použití betainhydrochloridu v OTC produktech kvůli nedostatečným důkazům pro jeho klasifikaci jako "všeobecně uznávané jako bezpečné a účinné".
TMG může způsobit průjem, žaludeční nevolnost nebo nevolnost. Doplněk TMG snižuje hladinu homocysteinu, ale také zvyšuje hladinu LDL.

### Jiné použití: PCR
Trimethylglycin může působit jako adjuvans procesu polymerázové řetězové reakce (PCR) a dalších DNA polymerázových testů, jako je sekvenování DNA. Neznámým mechanismem pomáhá při prevenci sekundárních struktur v molekulách DNA a zabraňuje problémům spojeným s amplifikací a sekvenováním oblastí bohatých na GC. Trimethylglycin dává guanosinu a cytidinu (silným pojivům) termodynamiku podobnou termodynamice thymidinu a adenosinu (což jsou slabá pojidla). Experimenty bylo zjištěno, že se nejlépe uplatňuje při konečné koncentraci 1 M.

### Spekulativní použití
Laboratorní studie a dvě klinické studie ukázaly, že TMG by mohl být použit k léčbě nealkoholické steatohepatitidy.
TMG byl navržen pro léčby deprese. SAMe jako výživový doplněk funguje jako nespecifické antidepresivum.
Při výzkumu zaměřený na vývoj ekologicky nezávadných biomimetických povlaků lodí se TMG využívá mimo jiné jako netoxický protipovodňový nátěr.

### Chromatografie iontové výměny IEX
V knize od společnosti Amersham Biosciences / GE Healthcare, Ion Exchange Chromatography & Chromatofocusing - Principy a metody, strana 48. "Zwitterionové přísady, jako je betain, mohou zabránit srážení a mohou být použity ve vysokých koncentracích bez zásahu do gradientové eluce"[zdroj?]